# Rajdowe Mistrzostwa Azji i Pacyfiku
Rajdowe Mistrzostwa Azji i Pacyfiku, ang. Asia-Pacific Rally Championship (APRC) – cykl rajdów samochodowych organizowany przez Fédération Internationale de l’Automobile (FIA) wyłaniających najlepszego kierowcę w rejonie Azji wschodniej i Pacyfiku. Pierwsza edycja została zorganizowana w 1988 roku.

## Mistrzowie
| Sezon | Kierowca                                           | Samochód                                           |
| ----- | -------------------------------------------------- | -------------------------------------------------- |
| 1988  | Kenjiro Shinozuka                                  | Mitsubishi Galant VR-4                             |
| 1989  | Rod Millen                                         | Mazda 323 4WD                                      |
| 1990  | Carlos Sainz                                       | Toyota Celica GT-Four                              |
| 1991  | Ross Dunkerton                                     | Mitsubishi Galant VR-4                             |
| 1992  | Ross Dunkerton                                     | Mitsubishi Galant VR-4                             |
| 1993  | Possum Bourne                                      | Subaru Legacy RS                                   |
| 1994  | Possum Bourne                                      | Subaru Impreza 555                                 |
| 1995  | Kenneth Eriksson                                   | Mitsubishi Lancer Evolution III                    |
| 1996  | Kenneth Eriksson                                   | Subaru Impreza 555                                 |
| 1997  | Kenneth Eriksson                                   | Subaru Impreza WRX STi                             |
| 1998  | Yoshio Fujimoto                                    | Toyota Corolla WRC                                 |
| 1999  | Katsuhiko Taguchi                                  | Mitsubishi Lancer Evolution VI                     |
| 2000  | Possum Bourne                                      | Subaru Impreza WRX                                 |
| 2001  | Karamjit Singh                                     | Proton Pert                                        |
| 2002  | Karamjit Singh                                     | Proton Pert                                        |
| 2003  | Armin Kremer                                       | Mitsubishi Lancer Evolution VII                    |
| 2004  | Karamjit Singh                                     | Proton Pert                                        |
| 2005  | Jussi Välimäki                                     | Mitsubishi Lancer Evolution VIII                   |
| 2006  | Cody Crocker                                       | Subaru Impreza WRX STi                             |
| 2007  | Cody Crocker                                       | Subaru Impreza WRX STi                             |
| 2008  | Cody Crocker                                       | Subaru Impreza WRX STi                             |
| 2009  | Cody Crocker                                       | Subaru Impreza WRX STi                             |
| 2010  | Katsuhiko Taguchi                                  | Mitsubishi Lancer Evolution X                      |
| 2011  | Alister McRae                                      | Proton Satria Neo S2000                            |
| 2012  | Chris Atkinson                                     | Škoda Fabia S2000                                  |
| 2013  | Gaurav Gill                                        | Škoda Fabia S2000                                  |
| 2014  | Jan Kopecký                                        | Škoda Fabia S2000                                  |
| 2015  | Pontus Tidemand                                    | Škoda Fabia S2000 Škoda Fabia R5                   |
| 2016  | Gaurav Gill                                        | Škoda Fabia R5                                     |
| 2017  | Gaurav Gill                                        | Škoda Fabia R5                                     |
| 2018  | Yuya Sumiyama                                      | Škoda Fabia R5                                     |
| 2019  | Dewei Lin                                          | Subaru XV                                          |
| 2020  | Zawody nie odbywały się z powodu pandemii COVID-19 | Zawody nie odbywały się z powodu pandemii COVID-19 |
| 2021  | Zawody nie odbywały się z powodu pandemii COVID-19 | Zawody nie odbywały się z powodu pandemii COVID-19 |
| 2022  | Hayden Paddon                                      | Hyundai i20 AP4                                    |

Źródło: